# Dangi
La dangi est une race bovine indienne. (Autres noms possibles : kanada, konkani ou ghauti)
Elle appartient à la sous-espèce zébuine de Bos taurus.

## Origine
C'est une race élevée en Inde, principalement dans les districts de Nasik et Ahmednagar, dans l'état de Maharashtra et le district de Dang du Gujarat à l'ouest de l'Inde. Elle doit son nom au district de Dang. Elle doit son nom au district de Dang.
La population est passée de 350 000 individus en 1982 à 110 000 en 2001. Elle ressemble beaucoup aux races gir, sindhi rouge et sahiwal.

## Morphologie
C'est une race de grande taille compact et musclé sur des pattes fines. Le mâle mesure en moyenne 1,5 mètre pour 360 kg et la femelle 1,3 pour 310 kg. 
Elle porte une robe pie noir ou rouge. La tête est allongée, le front légèrement bombé et le mufle large. Les cornes courtes et de fort diamètre, sont courbées vers l'arrière.

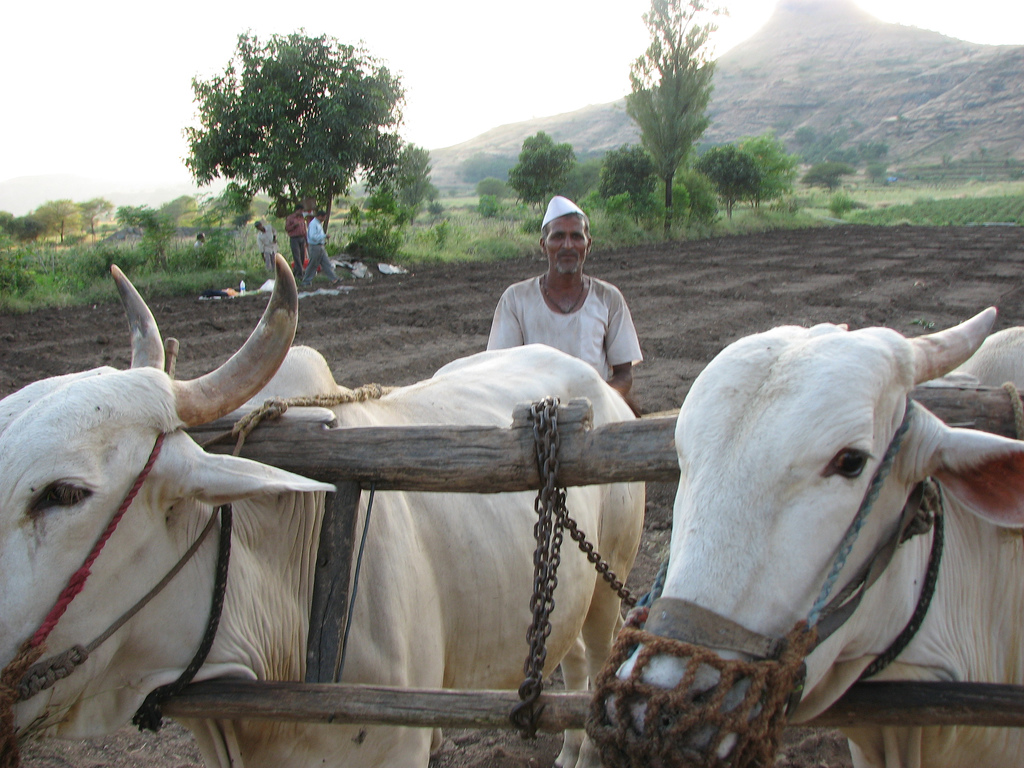
Bœufs peut-être de type « para ».

Il existe plusieurs familles différenciées reconnaissables à leur robe : « para », blanche avec quelques taches noires,  « bahala », noir et blanc mélangé, subdivisé en « pandhara bahala » (blanc dominant) et « kala bahala ». (noir dominant) « maneri » noir à quelques taches blanches. « Lal » et « lal bahala » sont attribués aux animaux pie rouge.

## Aptitudes
Elle est élevée principalement pour sa force de travail, particulièrement efficace dans les rizières inondées sous la pluie : sa peau sécrète une substance grasse sur laquelle la pluie glisse. C'est un atout dans une région tropicale sèche marquée par le climat de type mousson. Les attelages de bœufs peuvent tracter de lourds charrois de grume a des vitesses de 3, 5 à 5 km/h sur de longues journées en terrain accidenté, permettant, en terrain favorable de parcourir jusqu'à 35 km/jour.
Ses sabots durs participent à sa réputation d'endurance et d'efficacité. Cet animal se nourrit des végétaux en bords de route ou dans les champs après récolte, coûtant peu et résistant aux périodes de disette lors de la saison sèche.

## Préservation
Une ferme a été créée en 1946 pour conserver une population pure avec ses qualités de traction. Ses individus sont régulièrement primés lors de concours. En particulier, la production laitière tend à devenir un appoint non négligeable.

## Sources